# Confédération d'Amérique du Sud et centrale de handball
La Confédération d'Amérique du Sud et centrale (en anglais : South and Central America Handball Confederation, d'où le sigle SCAHC, en espagnol : Confederación Sur y Centro Americana de Balonmano, d'où le sigle COSCABAL) est l'instance qui regroupe les fédérations de handball d'Amérique du Sud et d'Amérique centrale depuis le 5 avril 2019. Cette fédération a été créée par la Fédération internationale de handball (IHF) qui a décidé de diviser la Fédération panaméricaine de handball en deux confédérations continentales, : celle-ci et la Confédération d'Amérique du Nord et des Caraïbes.
Elle est responsable des compétitions suivantes :
- le championnat d'Amérique du Sud et centrale masculin
- le championnat d'Amérique du Sud et centrale féminin

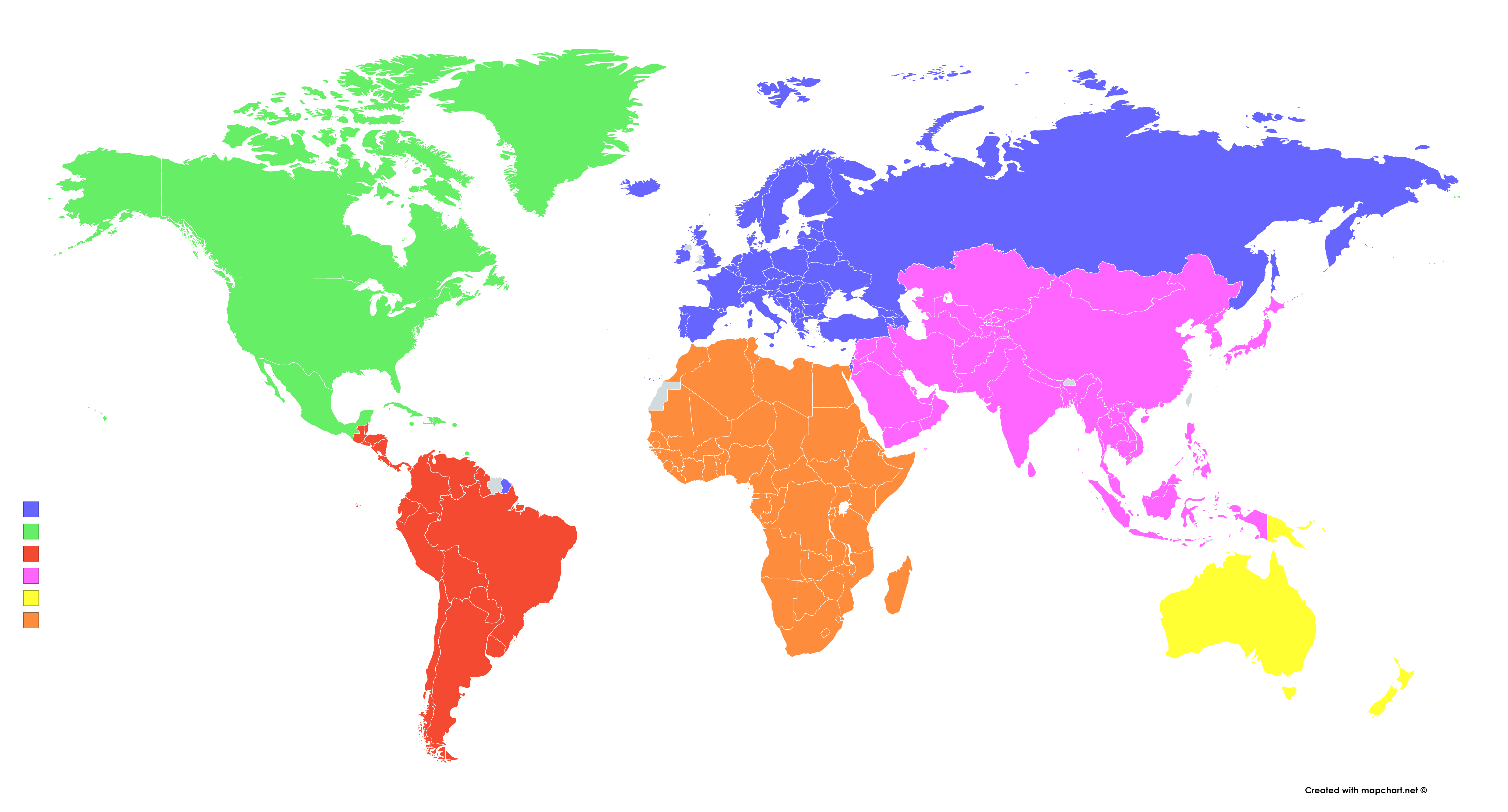
Liste des fédérations continentales affiliées à l'IHF :
Fédération asiatique de handball (AHF)
Confédération africaine de handball (CAHB)
Confédération d'Amérique du Nord et des Caraïbes (NACHC)
Confédération d'Amérique du Sud et centrale
Fédération du continent océanien de handball (OCHF)
Fédération européenne de handball (EHF)

## Membres

### Amérique du Sud
- Argentine (Confédération)
- Bolivie
- Brésil (Confédération)
- Chili
- Colombie
- Équateur
- Guyana
- Guyane
- Paraguay
- Pérou
- Uruguay
- Venezuela

### Amérique centrale
- Belize
- Costa Rica
- Guatemala
- Honduras
- Nicaragua
- Panama
- Salvador